# Something Special (Nomad-dal)
A 'Something Special című dal a brit Nomad acid house együttes 4. kimásolt kislemeze a Changing Cabins című stúdióalbumról. A csapat korábbi sikerét (I Wanna Give You) Devotion nem sikerült megismételnie a csapatnak, bár a dal több slágerlistára is felkerült.
A dalhoz több remix is készült Joey Negro, Damon Rochefort, Kevin Saunderson által.

## Megjelenések
12"  US Capitol Records – V-15755
- A1	Something Special (Joey Negro Mix) 7:12 Keyboards – Andrew "Doc" Livingstone, Remix – Dave Lee
- A2	Something Special (Flute Mix) 4:49
- B1	Something Special (Rave Mix) 5:52
- B2	Something Special (Album Mix) 5:21

## Slágerlista
| Slágerlista (1991)                    | Legjobb helyezés |
| ------------------------------------- | ---------------- |
| Ausztrália (ARIA Charts)              | 146              |
| Belgium (Belgian Singles Chart)       | 43               |
| Egyesült Államok (Billboard) US Dance | 37               |
| Hollandia (Dutch Singles Chart)       | 15               |
| UK (Brit kislemezlista)               | 73               |